# Corallium stylasteroides
Corallium stylasteroides är en korallart som beskrevs av Ridley 1882. Corallium stylasteroides ingår i släktet Corallium och familjen Coralliidae. Inga underarter finns listade i Catalogue of Life.